# Kocour v klobouku
Kocour v klobouku (v originále The Cat in the Hat) je dětská kniha napsaná a ilustrovaná americkým spisovatelem Theodorem Geiselem, známým pod pseudonymem Dr. Seuss. Poprvé byla vydána v roce 1957. Příběh se soustřeďuje na vysokého antropomorfního kocoura, který nosí klobouk s červeno-bílými proužky a červeného motýlka. Jednoho dne se objeví v domě dívky Sally a jejího bratra Conrada. Jejich matka je zrovna pryč, a děti jsou tak doma samy. Kocour se děti snaží pobavit, ale způsobí přitom hrozný nepořádek. Děti nakonec přinutí Kocoura vyrobit si stroj, kterým všechno uklidí a vyčistí. Pak se Kocour rozloučí a zmizí těsně předtím, než se vrátí matka dětí. Geisel knihu vytvořil  v reakci na debatu ve Spojených státech o gramotnosti v raném dětství a nevhodnosti tradičních textů pro začínající čtenáře, mezi nimiž do té doby kralovala poněkud starosvětská knížka Dick a Jane. Kniha se setkala s dobrým kritickým ohlasem i finančním úspěchem. Tři roky po prvním vydání se prodalo přes milion výtisků a v roce 2001 časopis Weekly knihu zařadil na 9. místo v seznamu nejprodávanějších dětských knih všech dob.

## České vydání
Česky vyšel Kocour v klobouku v roce 2019 v překladu Aleny Snelling.

## Televizní seriál
V roce 1971 vznikl na motivy knihy animovaný televizní seriál a v roce 2003 celovečerní film, který je v ČR uváděný pod názvem Kocour.